# Kreisklinik Wolfhagen
Die Kreisklinik Wolfhagen ist ein bestehendes Krankenhaus in Wolfhagen. Ab 1. August 2020 ist die Kreisklinik Wolfhagen wieder in vollem Umfang in Betrieb und gehört zum Eigenbetrieb Kliniken des Landkreises Kassel in Hessen.

## Schließung
Grund für die Schließung sollen Brandschutzmängel gewesen sein. Die Schließung aus vermeintlichen Brandschutzgründen durch die Gesundheit Nordhessen AG als Träger der Kreiskliniken Kassel GmbH, die die Klinik bis 31. Juli 2020 betrieben hat, erfolgte allein zur Verschärfung der Auseinandersetzungen zwischen der GNH und dem Landkreis Kassel über die Zukunft der beiden Kreiskliniken in Hofgeismar und Wolfhagen. Der Schließung war eine längere Auseinandersetzung zwischen Kreis und Stadt Kassel vorausgegangen. Die Stadt Kassel unter Bürgermeister Geselle, welche 92,5 % der Anteile an der Gesundheit Nordhessen Holding (GNH), zu der auch die Kreisklinik Wolfhagen gehört, hält, wollte die Klinik schon länger aus wirtschaftlichen Gründen schließen. Obgleich sich der Kreis Kassel dagegen wehrte, konnte er mit seinen 7,5 % Anteil an der GNH wenig gegen die Schließung ausrichten. Bis Anfang März 2020 sammelte der Förderverein Kreisklinik Wolfhagen 13.000 Unterschriften zu dessen Erhalt. Im März 2020 wurde bekannt, dass der Landkreis die Klinik, im Verbund mit der Kreisklinik Hofgeismar, zusammen mit einem privaten Partner betreiben möchte. Der Kreistag hat dem Kauf der Klinik mit großer Mehrheit zugestimmt.